# ورزشگاه مونیسیپال ده آندووا
ورزشگاه مونیسیپال ده آندووا (انگلیسی: Estadio Municipal de Anduva) یک ورزشگاه فوتبال در شهر میراندا د ابرو، اسپانیا است. این ورزشگاه که در سال ۱۹۵۰ تأسیس شده ۵٬۷۵۹ نفر ظرفیت دارد و ورزشگاه خانگی باشگاه فوتبال میراندس محسوب می‌شود.

## نگارخانه

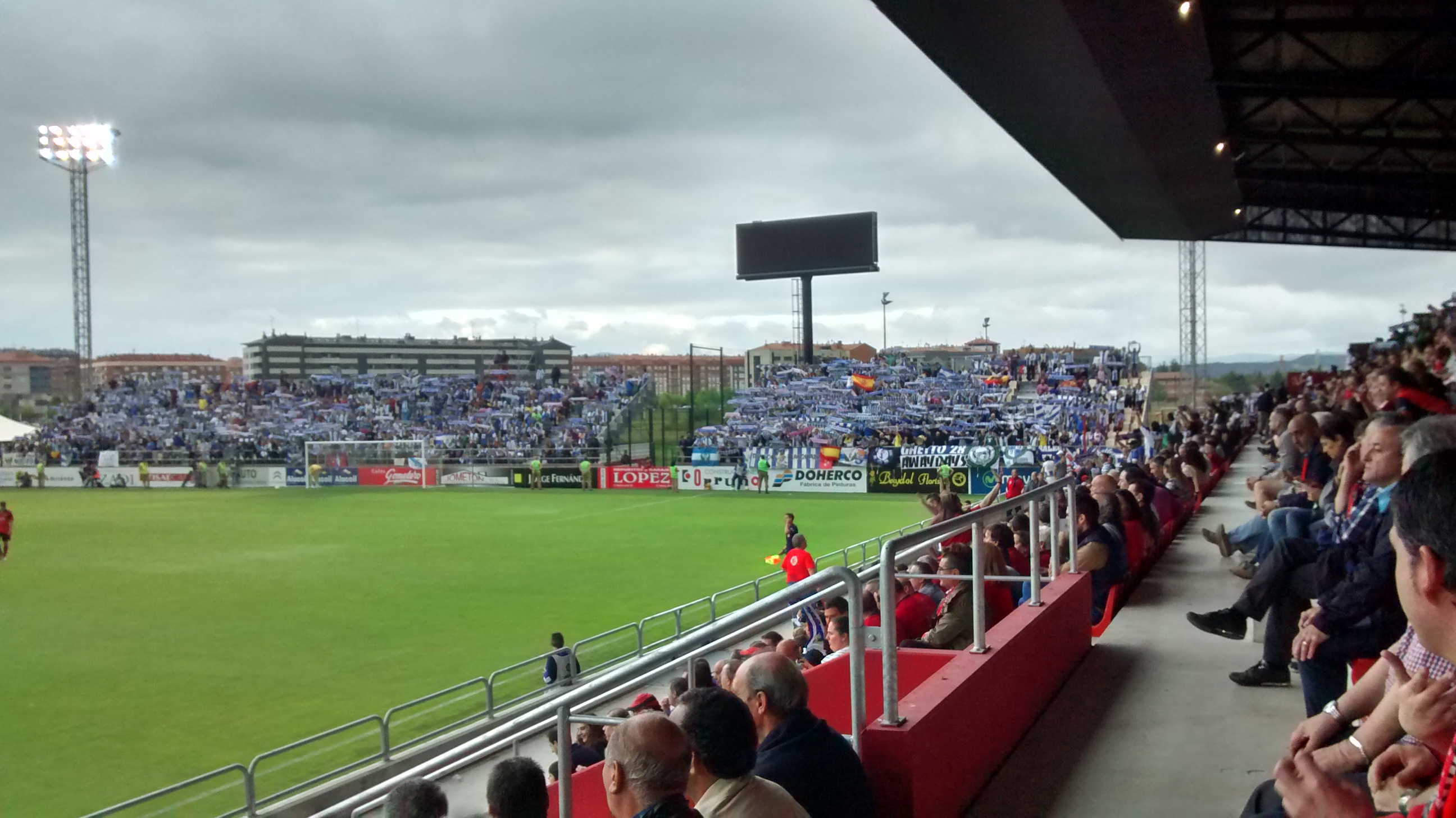
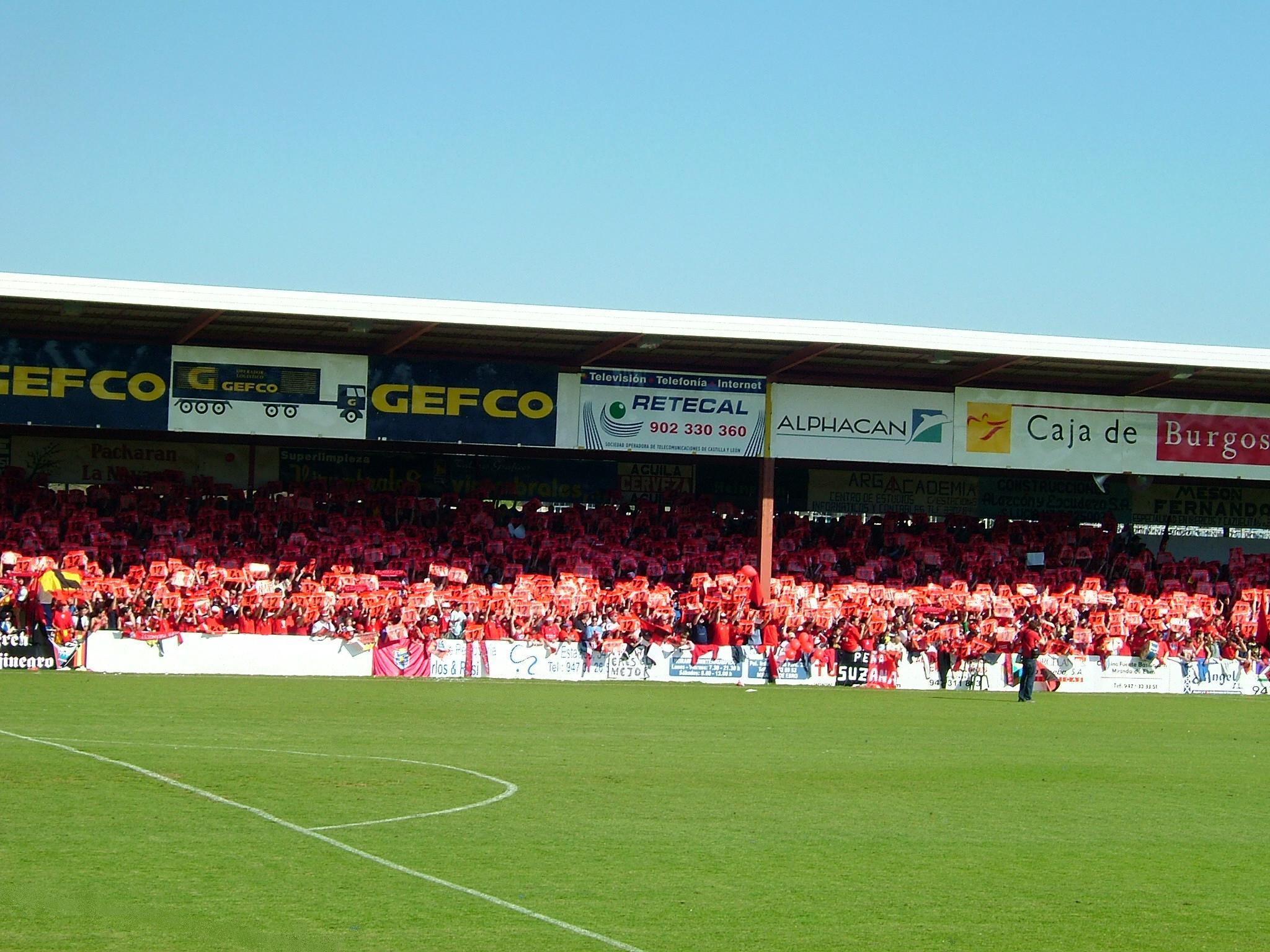
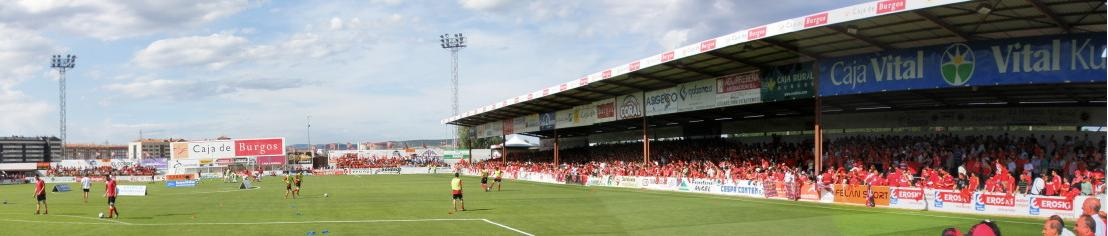